# Iván Name
Iván Leónidas Name Vásquez (Barranquilla, 18 de junio de 1957) es un político y empresario colombiano. Es el actual Senador de Colombia desde 2010.

## Biografía
Name nació en Barranquilla y creció en Bogotá, donde realizó su educación secundaria y derecho en la Pontificia Universidad Javeriana, institución de educación superior de la cual nunca ha sido graduado, tal como lo certificó dicha casa de estudios mediante documento fechado el 22 de mayo de 2024. Así las cosas, Name no es profesional. 
Es sobrino de José Name Terán, senador desde 1982 hasta 2006 y primo de José David Name, senador desde 2006.
Por medio de su movimiento político Viraje Social fue elegido diputado de Cundinamarca en 1980, en 1982 por el partido Liberal llegó a la Cámara de Representantes por el mismo departamento y en 1991 retomó sus labores en la cámara baja pero con la circunscripción de Bogotá.
En 1994 intentó una reelección, pero no logra una curul en el congreso, aun así llega al Concejo de Bogotá.
En 1999, constituyó San Leonidas SCS, la empresa inmobiliaria familiar que lo amparó cuando se dedicó a las consultorías y asesorías en planeamiento urbano. También fue accionista en el Grupo de Consultores Asociados (GCA).
Tuvo dos intentos infructuosos de llegar al senado en 1998 y 2002,pero mantuvo con vida el movimiento político en el Concejo de Bogotá a través de su hermano Darío Name en 1998 hasta 2002 y su esposa María Clara Ramírez en 2001 hasta 2007. En 2007 postula nuevamente al Concejo, pero no consigue la curul.
En el 2010 fue elegido senador de la República por el Partido Verde y siendo reelegido por cuatro periodos consecutivos: 2010-2014, 2014-2018, 2018-2022 y 2022-2026.
En las elecciones locales del 2011 su hija María Clara Name Ramírez fue elegida concejal de Bogotá. Asumió la presidencia del Concejo de Bogotá en el periodo 2013-2014 y ha sido reelegida en cuatro periodos consecutivos en esta corporación: 2012-2015, 2016-2019, 2020-2023 y 2024-2027.
Para el 20 de julio de 2023 fue elegido para ser Presidente del Senado de la República con 54 votos a favor.Según el diario El País "De los cuatro candidatos del partido Alianza Verde al cargo más importante del poder legislativo, Name era es más lejano ideológicamente al Gobierno, el que representa la política más tradicional y clientelista y el que se ha opuesto con más vehemencia a las reformas del Ejecutivo."
Name fue elegido con los votos de los partidos Conservador, Centro Democrático, partido de la U y Cambio Radical, como también por algunos liberales que le dieron su apoyo.La Procuradora Margarita Cabello habría ofrecido cargos y beneficios para quienes votaran a favor de Name.

## Controversias

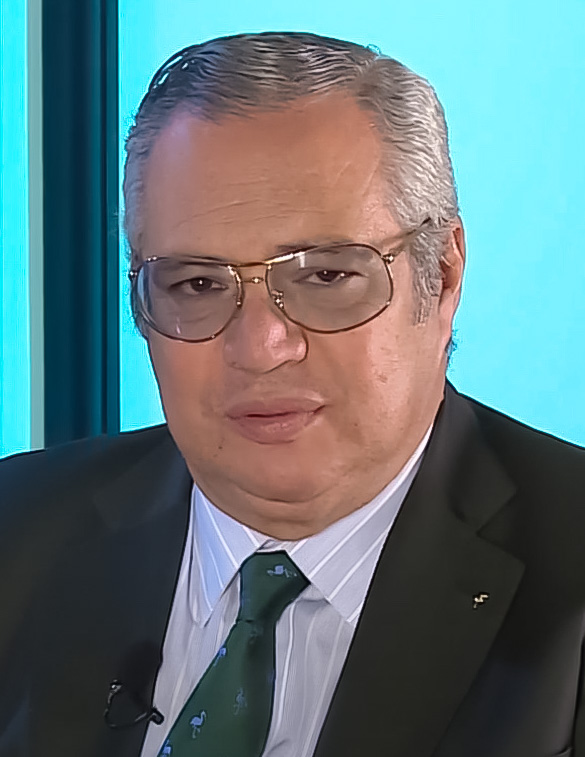
Name Vásquez en 2016

Según el medio de investigación Cuestión Pública, la gestión legislativa de Iván Name habría buscado beneficiar sus empresas familiares. Desde 2015, el senador ha promovido iniciativas para ajustar el impuesto predial y el avalúo catastral. En 2017, planteó un proyecto de ley que beneficiaría sus negocios inmobiliarios, se trató de una ley ordinaria que pretendía regular los topes máximos del impuesto.
En el año 2017 fue investigado por la procuraduría por una indebida destinación de dineros públicos por un viaje hecho para presenciar la posesión de Donald Trump.
En enero de 2024 la Corte Suprema de Justicia abrió una indagación en su contra por presuntos vínculos con la banda criminal Los Rastrojos.
En mayo de 2024 se abrió una investigación por corrupción electoral contra Iván Name. Se sospechaba que el senador había comprado votos en las elecciones de 2022.
El 24 de julio de 2024 la Unidad Investigativa de Caracol Televisión reveló cómo parte de los 4 mil millones supuestamente pagados en coimas a los presidentes del Senado y la Cámara fueron entregados en el apartamento de Iván Name, situado al norte de Bogotá. El 12 de octubre una maleta con mil quinientos millones de pesos presuntamente fue llevada al domicilio del presidente del Senado, Iván Leonidas Name, por Sandra Ortiz, para ese entonces Alta Consejera para las Regiones y por el entonces subdirector de la UNGRD, Sneyder Pinilla, quien acogiéndose a un principio de oportunidad con la Fiscalía, hizo importantes revelaciones que sirvieron de base para el desarrollo de la investigación penal. Según esta confesión, el 13 de octubre de 2023 otros mil quinientos millones habrían sido llevados por la propia Sandra Ortiz al domicilio de Iván Name, esta vez con otro acompañante y sin Sneyder. Los restantes mil millones de pesos habrían sido llevados el 14 de octubre de 2023 a Montería, Córdoba, por Sneyder Pinilla y entregados en el apartamento de Andrés Calle, el entonces presidente de la Cámara de Representante de Colombia.     El 7 de mayo de la Sala de Instrucción de la Corte Suprema de Justicia ordenó la captura de exsenador Iván Name. 